# Roger Piel
Roger Piel (ur. 28 czerwca 1921 w Paryżu, zm. 17 sierpnia 2002 tamże) – francuski kolarz torowy i szosowy, srebrny medalista torowych mistrzostw świata.

## Kariera
Największy sukces w karierze Roger Piel osiągnął w 1946 roku, kiedy srebrny złoty medal w indywidualnym wyścigu na dochodzenie zawodowców podczas mistrzostw świata w Zurychu. W zawodach tych wyprzedził go jedynie Holender Gerrit Peters, a trzecie miejsce wywalczył Duńczyk Arne Pedersen. Były to pierwsze mistrzostwa świata, na których rozegrano tę konkurencję. Medal z Zurychu był jedynym wywalczonym przez Piela na międzynarodowej imprezie tej rangi. Startował również w wyścigach szosowych, ale bez większych sukcesów. Kilkakrotnie zdobywał medale torowych mistrzostw Francji (w tym trzy złote), a w 1943 roku zdobył również brązowy medal w szosowym wyścigu ze startu wspólnego. Nigdy nie wystąpił na igrzyskach olimpijskich.